# María Romilda Servini

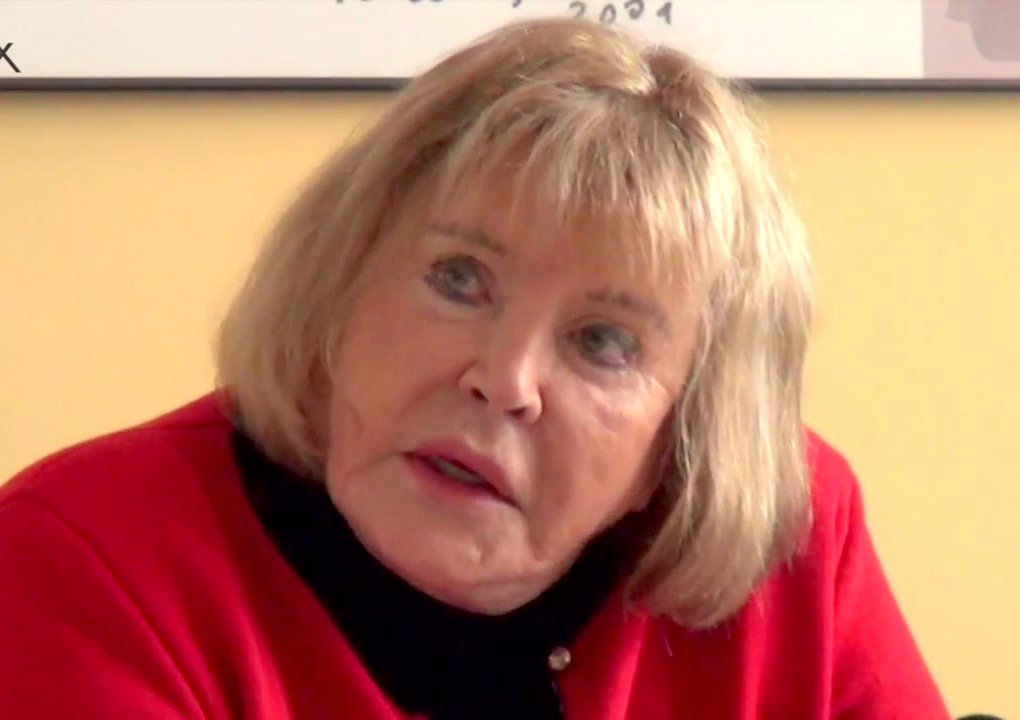
María Romilda Servini

María Romilda Servini de Cubría (sinh ngày 1 tháng 12 năm 1936) là một luật sư và thẩm phán người Argentina, người chủ tọa Tòa án Liên bang số 1 của Buenos Aires từ năm 1990 đến 2017.

## Tuổi thơ
María Romilda Servini được sinh ra tại thành phố San Nicolás de los Arroyos, ở tận cùng phía bắc của tỉnh Buenos Aires, trong một gia đình tầng lớp trung lưu lớp trên. Khi còn nhỏ, bà có biệt danh là "Chuchi".
Bà học luật tại Đại học Buenos Aires, nơi bàcô gặp Juan Tomás Cubría vào năm 1958. Một năm sau họ kết hôn, có một cậu con trai và chồng bà được bổ nhiệm làm tùy viên quân sự ở Río de Janeiro, nơi hai vợ chồng sống được hai năm.

## Sự nghiệp tư pháp
Khi họ trở về Argentina, Servini de Cubría đã hoàn thành việc học của mình với tư cách là một thư ký và làm việc này trong suốt năm 1966 tại các văn phòng của tỉnh Buenos Aires. Khi có đứa con thứ hai, bà quyết định học xong trường luật với anh trai, người cũng đang theo học.
Bà bắt đầu sự nghiệp tư pháp của mình, đi lên từ vị trí thấp nhất đến "người bảo vệ chính thức". Ở vị trí đó, Sevini đã có vụ án nổi bật đầu tiên, trong đó bà phải bảo vệ cựu Tổng thống Isabel Perón, người đã bị bắt và bị truy tố về một số tội hình sự của chế độ độc tài quân sự-dân sự lúc đó đang nắm quyền. Sau khi Perón bị chế độ độc tài lật đổ, chồng bà, vốn là một đại úy Không quân, đã bị buộc phải nghỉ hưu theo quyết định của Tướng Ramón Agosti.
Sau đó, bà được mệnh danh là "thẩm phán của trẻ vị thành niên", và bà dã phụ trách một số trường hợp chiếm đoạt trẻ em, là người đầu tiên đưa trẻ em trở về gia đình của những người mất tích. Sau đó, bà đã điều tra vụ có những người vị thành niên được chỉ định làm con nuôi một cách bất thường, tương tự như vụ việc đã khiến cho thẩm phán đồng nghiệp Gustavo Mitchell phải từ chức vào tháng 11 năm 2011. Servini đã tranh luận về các cáo buộc và đặt câu hỏi về sự vô tư của Thẩm phán Norberto Mario Oyarbide.
Trong những năm 1980, bà là thẩm phán thay thế trong một tòa án về giáo dục đại học. Vụ đó bà chủ trì vụ án của gia đình Puccio.

### Yomagate
Vào ngày 19 tháng 11 năm 1990, Tổng thống khi đó là Carlos Menem bổ nhiệm bà làm thẩm phán quốc gia tại Tòa án Hình sự và Cải huấn số 1 với thẩm quyền bầu cử. Bà chủ tọa vụ án có tên là Yomagate, người đã buộc tội Amira Yoma - vợ của Tổng thống - rửa tiền từ buôn bán ma túy.
Năm 1992, bà đã nộp đơn kháng cáo tư pháp để kiểm duyệt danh hài Tato Bores về nội dung một bản phác thảo châm biếm mà anh thực hiện trong chương trình truyền hình của mình. Một tòa án dân sự phán quyết có lợi cho bà, và lệnh cấm danh hài nổi tiếng không được sử dụng tên của bà đã được thực hiện. Đáp lại, một dàn hợp xướng của những người nổi tiếng (bao gồm Mariano Grondona, Alejandro Dolina, Susana Giménez, China Zorrilla, Magdalena Ruiz Guiñazú, Luis Alberto Spinetta, Ricardo Darín và Víctor Hugo Morales) đã dành tặng một bài hát với điệp khúc: "Thẩm phán Baru Budu Budía là người vĩ đại nhất." 

### Vụ ám sát tướng Chile Carlos Prats
Vào ngày 9 tháng 11 năm 1999, Servini de Cubría đã thẩm vấn Michael Townley, cựu thành viên của Dirección de Inteligencia Nacional (DINA). Lần đầu tiên ông ta không chỉ thú nhận về việc Tướng Carlos Prats và vợ bị sát hại, mà còn thú nhận cách ông ta trốn khỏi Chile vào năm 1973 để tránh bị bắt sau vụ giết một công nhân trong các cơ sở của kênh truyền hình của Đại học Công giáo ở Concepción. Hành động giết người khiến anh được nhận vào tham gia ngay lập tức vào đội quân bí mật của DINA.

### Cuộc bạo loạn tháng 12 năm 2001
Thẩm phán Servini de Cubría đã ra lệnh cho cảnh sát trong các cuộc biểu tình ngày 20 tháng 12 năm 2001 tại Plaza de Mayo. Sau đó, bà đã khởi xướng việc truy tố Bộ trưởng An ninh Enrique Mathov, Cảnh sát trưởng Liên bang Rubén Santos, và các ủy viên cảnh sát, ông Jorge "El Fino" Palacios, Raúl Andreozzi, và Norberto Gaudiero với năm tội danh "giết người có tội" buộc tội họ đã "tạo điều kiện thông qua sự bất lực của họ để cho bạo lực nói chung đã diễn ra trong những ngày đó" 